# Into the Darkness, Into the Moda
Into the Darkness, Into the Moda è il primo album in studio del gruppo italiano Meganoidi, pubblicata nel 2000 dalla Riot Records.
L'album è stato ristampato nel 2001 con una traccia bonus e in formato LP, indipendentemente, nel 2021.

## Tracce
1. Intro – 0:43
2. Into the Darkness – 4:05
3. New Enemy – 1:33
4. Do You Believe – 2:42
5. King of Ska? – 3:54
6. Wasteland – 3:35
7. Meganoidi – 4:59
8. Nazigoliarda – 1:14
9. Love Song – 2:33
10. Springtime – 1:18
11. One Man Band – 2:42
12. The Main Line – 3:40
13. Supereroi – 10:33 – contiene due tracce fantasma

## Formazione
- Davide Di Muzio - voce
- Mattia Cominotto - chitarra
- Luca Guercio - tromba
- Riccardo Armeni - basso
- Rossano Villa - trombone
- Fabrizio Sferrazza - sassofono
- Marco Chiesa - batteria
- Francesco Di Roberto - percussioni